# Nespeky
Nespeky är en ort i Tjeckien.   Den ligger i regionen Mellersta Böhmen, i den centrala delen av landet, 30 km sydost om huvudstaden Prag. Nespeky ligger 267 meter över havet och antalet invånare är 484.
Terrängen runt Nespeky är varierad. Nespeky ligger nere i en dal. Runt Nespeky är det ganska tätbefolkat, med 54 invånare per kvadratkilometer. Närmaste större samhälle är Benešov, 8,8 km söder om Nespeky. I omgivningarna runt Nespeky växer i huvudsak blandskog.